# Francesco Tumiati
Francesco Tumiati, detto Francino (Ferrara, 25 maggio 1921 – Cantiano, 17 maggio 1944), è stato un partigiano italiano.
Ebbe la Medaglia d'Oro al Valor Militare alla memoria.

## Biografia
Di nota famiglia ferrarese, per seguire le orme del padre, eminente avvocato, si era iscritto alla Facoltà di Legge.
Entrò nel rinomato Collegio La Querce di Firenze nel 1930 insieme al fratello maggiore Gaetano (questi divenuto poi scrittore e giornalista)
Nel 1941 il giovane Tumiati decise di arruolarsi volontario. Mandato in Nord Africa, tornò in Italia nel febbraio del 1942, per seguire a Bologna un corso per allievi ufficiali. Promosso sottotenente fu assegnato al 32º Reggimento carristi. Fu sorpreso dall'armistizio mentre, con il suo reparto, si trovava a Cantiano, nella zona montana tra l'Appennino centrosettentrionale e il mare Adriatico. Il sottotenente si diede alla macchia, seguito da un gruppo di suoi carristi e ben presto divenne, con il nome di Francino, comandante del distaccamento "Pisacane" della Brigata Garibaldi "Pesaro". Per otto mesi guidò i suoi partigiani in azioni audacissime contro i nazifascisti. Nel maggio del 1944, durante un massiccio rastrellamento, Francino fu catturato dai tedeschi e sottoposto ad un processo sommario. Sollecitato a tradire i suoi compagni in cambio della propria salvezza, rifiutò ogni compromesso e fu immediatamente fucilato assieme ad essi, gli iugoslavi Djuro Franisić (talvolta citato come Giuro Kuzeta) e Batrić Bulatović.